# Курекюла (посёлок)
Ку́рекюла (эст. Kureküla) — посёлок в волости Элва уезда Тартумаа, Эстония. 
До административной реформы местных самоуправлений Эстонии 2017 года посёлок входил в состав волости Ранну.

## География и описание
Расположен в 29 километрах к западу от уездного центра — города Тарту. Расстояние до волостного центра — города Элва — составляет 13 километров. Высота над уровнем моря — 47 метров. Находится рядом с шоссе Элва—Сангла, в 3 километрах от озера Выртсъярв.
Климат умеренный. Официальный язык — эстонский. Почтовый индекс — 61108.

## Население
По данным переписи населения 2011 года, в Курекюла проживали 113 человек, из них 74 (65,5 %) — эстонцы.
По данным переписи населения 2021 года, в посёлке насчитывалось 98 жителей, из них 67 (70,5 %) — эстонцы.
Численность населения деревни Кабернеэме по данным переписей населения:
| Год  | 1959 | 1970  | 1979  | 1989  | 2000  | 2011  | 2021 |
| ---- | ---- | ----- | ----- | ----- | ----- | ----- | ---- |
| Чел. | 199  | ↗ 330 | ↗ 251 | ↘ 204 | ↘ 155 | ↘ 113 | ↘ 98 |

## История
В источниках 1808 года упоминается Kurrekülla, 1839 года — Kurre.
Посёлок был образован в 1977 году на месте северной, более плотно заселённой части поселения Курекюла; его южная часть была объединена с деревней Ноорма. 
В советское время в посёлке находилась центральная усадьба одного из самых успешных социалистических хозяйств страны — совхоза имени В. И. Ленина. В 1970 году численность жителей совхозного поселения вместе с рядом расположенной деревней составляла 370 человек.

## Программа защиты эстонской архитектуры 20-го столетия
По инициативе Министерства культуры Эстонии, Департамента охраны памятников старины, Эстонской академии художеств и Музея архитектуры Эстонии в период с 2008 по 2013 год в рамках «Программы защиты эстонской архитектуры 20-го столетия» была составлена база данных самых ценных архитектурных произведений Эстонии XX века. В ней содержится информация о зданиях и сооружениях, построенных в 1870—1991 годы, которые предложено рассматривать как часть архитектурного наследия Эстонии и исходя из этого или охранять на государственном уровне, или взять на учёт. В этой базе данных есть объекты, расположенные в посёлке Курекюла:
- центральная усадьба Курекюлаского совхоза, 1950-е годы, архитектор Х. Кадари, используется, состояние плохое[16];
- контора Курекюлаского совхоза, 1950 год, архитектор Э. Падур, не используется, состояние удовлетворительное[17];
- клуб Курекюлаского совхоза, 1959 год, архитектор Николай Кузьмин, не используется, состояние удовлетворительное[18].

## Комментарии
1. ↑  Эстонские топонимы, оканчивающиеся на -а, не склоняются и не имеют женского рода (исключение — Нарва)[6].